# Österrikes friluftsmuseum Stübing
Österrikes friluftsmuseum Stübing i det österrikiska förbundslandet Steiermark ca 17 km norr om Graz ger en representativ överblick över lantlig byggnads- och boendekultur i olika österrikiska landsdelar. Nästan 100 byggnader från alla förbundsländer har flyttats till museet med lösöre, husgeråd och allt annat tillhörande.  
Friluftsmuseet intar en yta på 60 hektar i en dalgång och dess norra sluttning. Liksom Österrike sträcker sig dalgången från öst till väst. Vid ingången i öster möter besökaren de vasstäckta byggnaderna från Österrikes östligaste förbundsland Burgenland och följer sedan dalgången upp tills han slutligen kommer till alphyddan från Österrikes västligaste förbundsland Vorarlberg. På vägen finns gårdar från alla förbundsländer, men även kvarnar, kolarkojor, en gammal skola, en kapell och mycket annat. 

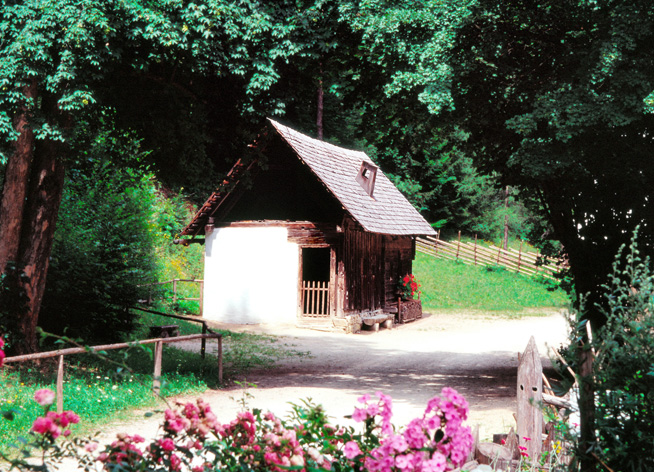
Stuga från Steiermark
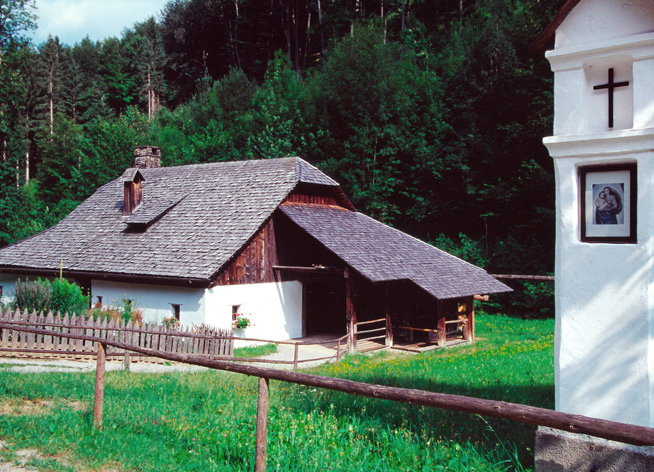
Smedja från Steiermark
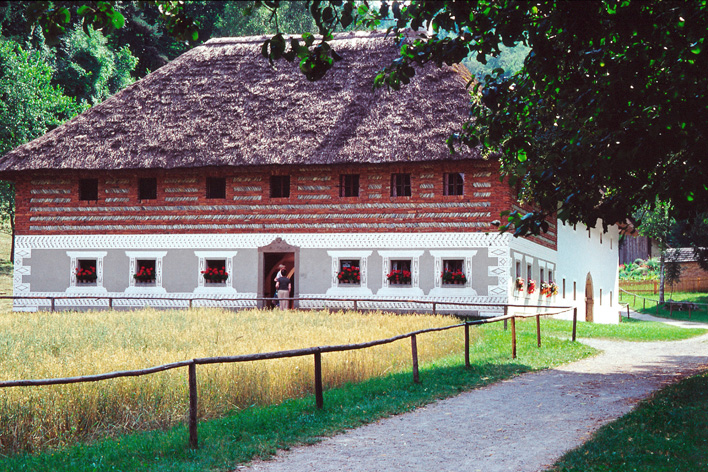
Gård från Oberösterreich
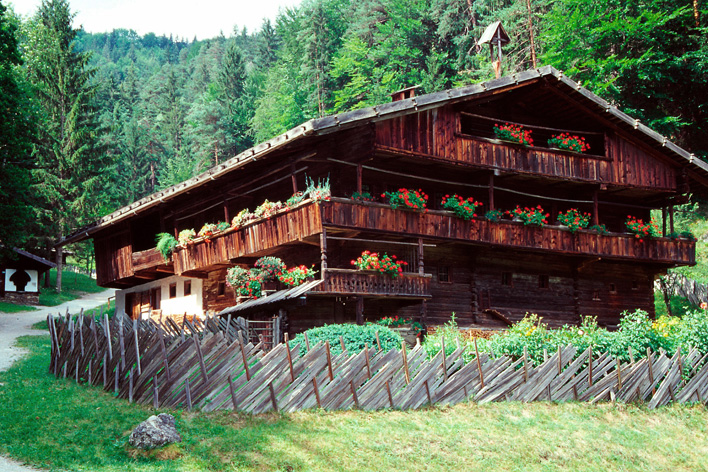
Gård från Tyrolen